# أمنا الهند
أمنا الهند (بالإنجليزية: Mother India) هو فيلم هندي كلاسيكي قام بإخراجه وإنتاجه محبوب خان وقام ببطولته الممثلة نرجس والممثل سونيل دوت وراجيندرا كومار وراج كومار ، الفيلم هو إعادة لفيلم (Aurat) الذي تم إنتاجه سنة 1940 وقد كان أول فيلم هندي يرشح لنييل جائزة الأوسكار. ويوجد حاليا ضمن قائمة 25 فيلما هنديا يجب أن تراهم .

## قصة الفيلم
تدور قصة الفيلم في إحدى قرى الهند حيث أن المرأة رادها (نرجس) يرحل عنها زوجها، فيرصد الفيلم معاناتها وتضحيتها مع أولادها في قالب درامي مثير.

## جوائز الفيلم
- جائزة فيلم فير لأفضل فيلم (محبوب خان)
- جائزة فيلم فير أفضل ممثلة (نرجس)
- جائزة فيلم فير أفضل مخرج (محبوب خان)

## وصلات خارجية
- أمنا الهند على موقع IMDb (الإنجليزية)
- أمنا الهند على موقع ميتاكريتيك (الإنجليزية)
- أمنا الهند على موقع الموسوعة البريطانية (الإنجليزية)
- أمنا الهند على موقع روتن توميتوز (الإنجليزية)
- أمنا الهند على موقع نتفليكس (الإنجليزية)
- أمنا الهند على موقع قاعدة بيانات الأفلام العربية
- أمنا الهند على موقع ألو سيني (الفرنسية)
- أمنا الهند على موقع Turner Classic Movies (الإنجليزية)
- أمنا الهند على موقع أول موفي (الإنجليزية)
- أمنا الهند على موقع فيلمافينيتي (الإسبانية)
- Mother India على موقع أول موفي.
- Mother India في بوليوود هانجاما